# Faro de Cabo Silleiro
El faro de Cabo Silleiro es un faro situado en el cabo Silleiro, en la parroquia de Baredo, en el municipio de Bayona, provincia de Pontevedra, Galicia, España. Está gestionado por la Autoridad Portuaria de Vigo.
El primer faro fue construido en 1862 para guiar a los barcos que surcaban las peligrosas aguas de la costa gallega. En 1924, se construyó el segundo faro, a más altura que el primero, para aumentar el alcance y la visibilidad.